# Vottsjina
Vottsjina (Russisch: вотчина; [vottsjina]) of ottsjina (отчина; [Ottsjina]; van het woord "vader") was een Oost-Slavische landerij die kon worden overgeërfd. Het begrip vottsjina werd ook gebruikt voor het beschrijven van de landerijen van een knjaz (prins).
Het begrip had haar oorsprong in de wet van het Kievse Rijk. De eigenaar van een vottsjina (вотчинник; vottsjinnik) bezat niet alleen de eigendomsrechten van het land, maar ook enige bestuurlijke en wettelijke macht over de mensen die leefden binnen zijn gebied. Deze mensen waren echter geen lijfeigenen, daar zij het recht hadden om zich vrij te bewegen tussen verschillende vottsjinas.
Later werden de bestuurlijke en wettelijke macht van de vottsjina-eigenaren sterk ingeperkt, om uiteindelijk volledig te worden afgeschaft. In het midden van de 15e eeuw was het recht van bepaalde categorieën boeren binnen sommige vottsjinas om hun heer te verlaten beperkt tot een periode van een week voor en een week na de zogenoemde Dag van Joeri (26 november).